# Comuna Cașpalat, Arciz
Cașpalat (în ucraineană Нові Каплани, transliterat: Novi Kaplanî) este o comună în raionul Arciz, regiunea Odesa, Ucraina, formată din satele Cașpalat (reședința) și Vasile Stroescu.

## Demografie
Componența lingvistică a comunei Cașpalat
     Rusă (48,24%)
     Bulgară (34,23%)
     Ucraineană (7,04%)
     Română (6,31%)
     Alte limbi (0,08%)
Conform recensământului din 2001, nu exista o limbă vorbită de majoritatea populației, aceasta fiind compusă din vorbitori de rusă (48,24%), bulgară (34,23%), ucraineană (7,04%), română (6,31%) și găgăuză (3,85%).